# Orlando (Floride)
Pour les articles homonymes, voir Orlando.
Orlando est une ville américaine située dans la partie centrale de l'État de Floride. Elle est le siège du comté d'Orange. La ville compte 307 573 habitants en 2020. Son agglomération comprend quant à elle 2 673 376 habitants en 2020. Quatrième ville de Floride en nombre d'habitants après Jacksonville, Miami et Tampa, elle est la première située à l'intérieur des terres de l'État. Orlando et ses environs constituent à présent l'une des zones métropolitaines à la croissance démographique la plus rapide des États-Unis.
L'agglomération d'Orlando est surtout connue pour ses complexes de loisirs Walt Disney World Resort et Universal Orlando Resort : le premier, créé par la Walt Disney Company en 1971, comprend le Magic Kingdom, Epcot, Disney's Hollywood Studios et Disney's Animal Kingdom, alors que le second, ouvert en 1991, est composé de trois grands parcs, le premier basé sur le cinéma (Universal Studios Florida), le second constitué d'attractions en rapport avec les héros de comics (Universal's Islands of Adventure) et le dernier inauguré le 22 mai 2025 (Epic Universe). Entre ces deux complexes de loisirs, le long de l'Interstate 4, se trouve également SeaWorld Orlando, parc proposant des spectacles avec des animaux. Pour la partie restauration, une grande avenue nommée International Drive regroupe plusieurs thèmes avec notamment le McDonald's avec l'aire de jeu la plus grande du monde.
Orlando attire 75 millions de touristes par an et est la deuxième ville hôtelière du pays après Las Vegas, dans le Nevada. L'aéroport international d'Orlando est le plus fréquenté de Floride, avec plus de 50 millions de passagers annuels. Elle est l'une des villes qui connaît récemment le plus important apport de population des États-Unis, nombre de retraités étant venus s'installer à Orlando pour sa douceur de vivre, sa situation géographique et son climat, caractères qu'elle partage avec le reste de la Sun Belt. Le symbole d'Orlando est la fontaine du lac Eola (en) en centre-ville.
Orlando reste le Berceau de la communauté gay depuis 1968.

## Toponymie
Le nom d'Orlando vient d'un soldat tué durant la Seconde guerre séminole, Orlando Reeves. Le surnom officiel de la ville est « The City Beautiful », qui ne signifie pas « la belle ville » (ce serait The Beautiful City, mais résulte de la cocasse abréviation de la formule complète The City Beautiful Movement ("le beau mouvement, la belle évolution de la ville"). En raison de son incorrection syntaxique, l'expression The City Beautiful n'a jamais fait l'unanimité dans la ville, au point qu'un concours d'idées ait été plusieurs fois lancé pour en définir un nouveau.

## Géographie

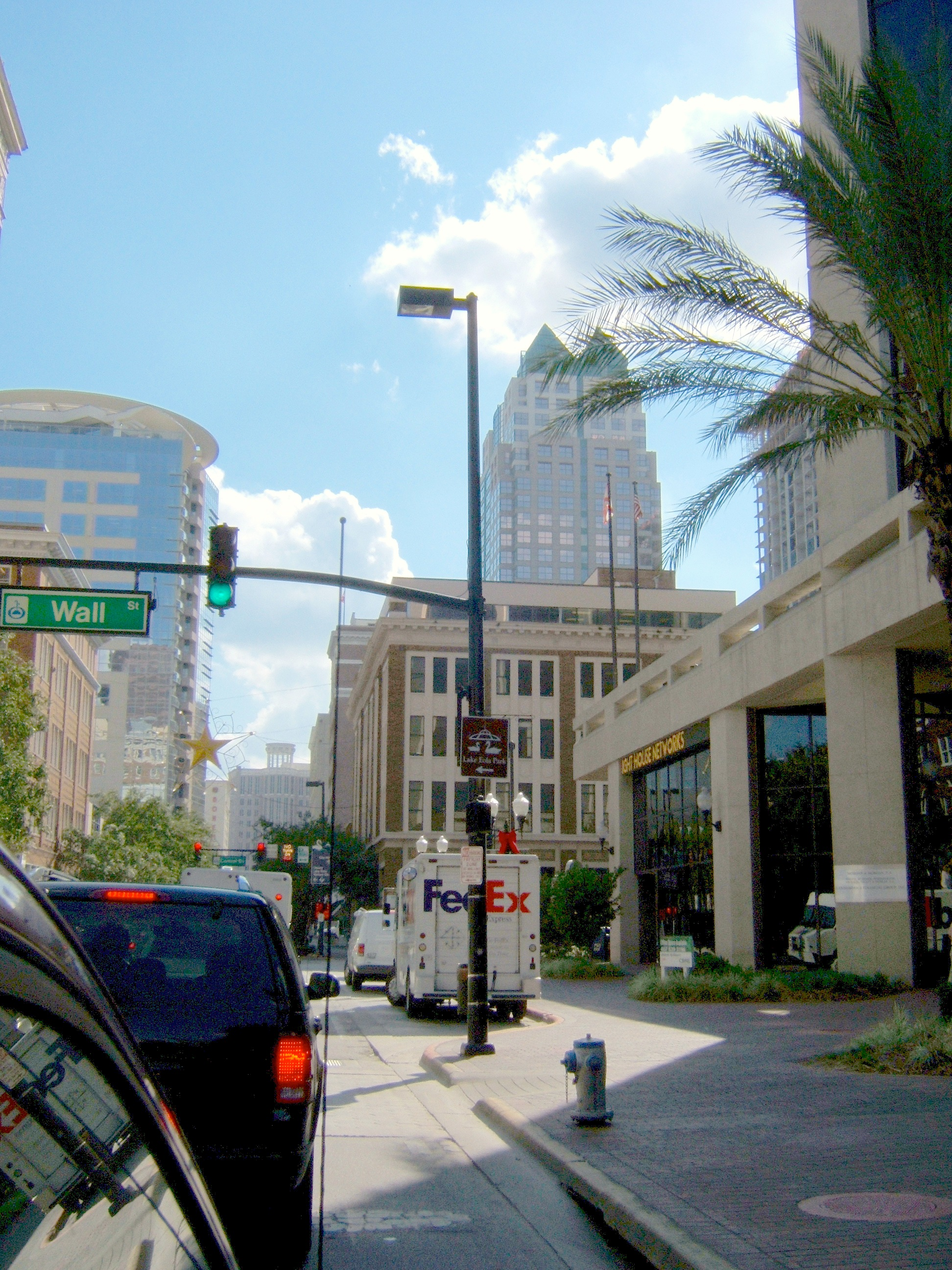
Downtown, le centre d'Orlando.

Selon le Bureau du recensement, Orlando a une superficie de 308,41 km2 (287,10 km2 de terres, 21,31 km2 d'eau, soit 6,9 % du total).
Dans son aire urbaine, on y dénombre plus de 100 lacs, les plus grands étant les lacs Apopka, Eustis, Griffin, Harney, Harris, Jesup, Monroe, Sand Lake, Conway, et Tohopekaliga.
En ce qui concerne son climat, il est subtropical humide : il est la plupart du temps chaud et humide avec parfois des jours froids en hiver. L'année est divisée en deux saisons de durée à peu près égale.
Parmi les 115 quartiers d'Orlando, les plus connus sont :
- Airport North
- Avalon Park
- Baldwin Park
- Callahan
- Downtown Orlando
- College Park
- Colonialtown North
- Colonialtown South
- Crescent Park
- Delaney Park
- EastWood
- Lake Davis / Greenwood
- Lake Eola Heights
- Metro North
- Metrowest
- Millenia
- North Orange
- Park Central
- Park Lake Highland
- Rosemont
- Richmond Heights
- Roosevelt Park
- Southwest
- Stoneybrook
- Thornton Park
- University Heights
- Waterford Lakes
- West Colonial

## Histoire
Avant l'arrivée des Européens en 1536, Orlando était peuplé par les Amérindiens notamment par les Creeks. Peu de sites archéologiques existent aujourd'hui hormis celui des ruines du fort Gatlin sur le lac Gatlin au sud d'Orlando. Ce fort fut d'ailleurs construit en 1838 par l'armée américaine durant les guerres contre les Séminoles, mais fut abandonné après la fin de la Troisième guerre séminole. La plupart des pionniers n'arrivèrent qu'après les hostilités en 1850.
Le 12 juin 2016, la fusillade la plus meurtrière de l'histoire des États-Unis eut lieu dans la boîte de nuit LGBT le Pulse située à Orlando. Celle-ci fut revendiquée par l'organisation État islamique.

## Politique
La ville d'Orlando est gouvernée par un maire et un conseil communal de six membres.
| Période                                  | Période           | Identité         | Étiquette   | Qualité     |
| ---------------------------------------- | ----------------- | ---------------- | ----------- | ----------- |
| Les données manquantes sont à compléter. |                   |                  |             |             |
| 1er novembre 1953                        | 1er novembre 1956 | J. Rolfe Davis   |             |             |
| 1er novembre 1956                        | 29 janvier 1967   | Bob Carr         |             |             |
| 15 mars 1967                             | 1er janvier 1981  | Carl T. Langford |             |             |
| 1er janvier 1981                         | 1er novembre 1992 | Bill Frederick   |             |             |
| 1er novembre 1992                        | 26 mars 2003      | Glenda Hood      | Républicain |             |
| 1er mars 2003                            | 12 mars 2005      | Buddy Dyer       | Démocrate   |             |
| 12 mars 2005                             | 20 avril 2005     | Ernest Page      |             | par intérim |
| 20 avril 2005                            | En cours          | Buddy Dyer       | Démocrate   |             |

## Démographie
| Groupe            | Orlando | Floride | États-Unis |
| ----------------- | ------- | ------- | ---------- |
| Blancs            | 57,6    | 75,0    | 72,4       |
| Afro-Américains   | 28,1    | 16,0    | 12,6       |
| Autres            | 6,9     | 3,7     | 6,4        |
| Métis             | 3,4     | 2,5     | 2,9        |
| Asiatiques        | 3,8     | 2,4     | 4,8        |
| Amérindiens       | 0,4     | 0,4     | 0,9        |
| Total             | 100     | 100     | 100        |
|                   |         |         |            |
| Latino-Américains | 25,4    | 22,5    | 16,7       |

| Indicateur                             | Orlando  | États-Unis |
| -------------------------------------- | -------- | ---------- |
| Personnes de moins de 5 ans            | 7,1 %    | 6,1 %      |
| Personnes de moins de 18 ans           | 21,5 %   | 22,6 %     |
| Personnes de plus de 65 ans            | 10,4 %   | 15,6 %     |
| Femmes                                 | 51,6 %   | 50,8 %     |
| Personnes par foyer                    | 2,44     | 2,64       |
| Vétérans                               | 5,3 %    | 8,0 %      |
| Personnes nées étrangères à l'étranger | 19,8 %   | 13,2 %     |
| Personnes sans assurance maladie       | 19,9 %   | 10,2 %     |
| Personnes avec un handicap             | 7,4 %    | 8,6 %      |
| Revenus annuels                        | 28 117 $ | 29 829 $   |
| Personnes sous le seuil de pauvreté    | 19,1 %   | 12,3 %     |
| Diplômés du lycée                      | 90,1 %   | 87,0 %     |
| Diplômés de l'université               | 35,8 %   | 30,3 %     |

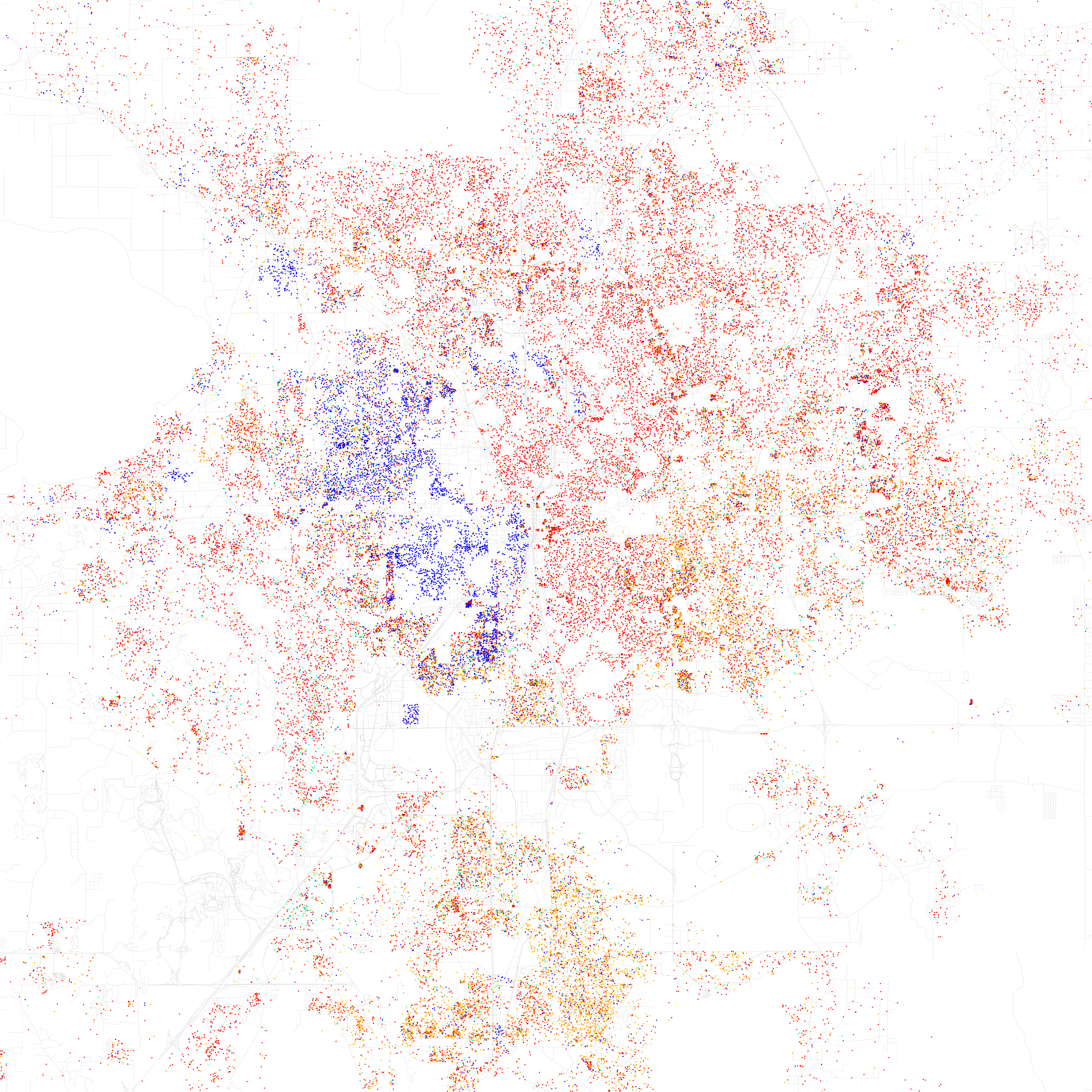
Distribution des groupes ethniques en 2010. Chaque point représente 25 personnes : Blancs non hispaniques, Noirs, Asiatiques, Latinos et Autres (jaune)

Selon l'American Community Survey pour la période 2010-2014, 66,78 % de la population âgée de plus de 5 ans déclare parler l'anglais à la maison, 22,91 % déclare parler l'espagnol, 2,75 % un créole français, 2,12 % le portugais, 0,77 % le vietnamien, 0,67 % l'arabe et 4,0 % une autre langue.
Selon la Berman Jewish DataBank (en), en 2018, 31 100 habitants d'Orlando sont de confession juive, soit 11,1 % de la population totale.

## Culture
La musique hip-hop, métal, rock, reggaeton et les scènes musicales latino-américaines sont tous actifs dans la ville. Orlando est connue sous le nom Hollywood-Orient en raison de nombreux studios de cinéma dans la région. La production cinématographique a été très active dans la ville pendant les années 1990, mais a ralenti au cours de la dernière décennie. Probablement, la plus célèbre réalisation de films de l'histoire de la ville est l'explosion de l'hôtel de ville d'Orlando dans L'Arme fatale 3. Orlando est aujourd'hui un grand centre de production d'émissions de télévision et la production de séries commerciales. Au début de 2011, le cinéaste Marlon Campbell construit le Angel Media Studios.
Jusqu'à récemment, Walt Disney Feature Animation a exploité un studio à Hollywood Studios Disney à la Walt Disney World Resort. Feature Animation et la Floride était principalement responsable des films Lilo et Stitch. Soundstage Universal Studios Florida est le siège de la TNA Impact Wrestling show. Le Florida Film Festival qui a lieu dans divers sites de la région est l'un des festivals les plus respectés de films régionaux du pays et attire les cinéastes en herbe du monde entier. Orlando est très populaire parmi les cinéastes indépendants. On voit par exemple Orlando dans les films Le Projet Blair Witch (1999) ou Monster (2003).
La région d'Orlando abrite de nombreux théâtres : Central Florida Ballet, Ballet Orlando, Orlando Shakespeare Theater, Orlando Repertory Theatre, théâtre de la vache folle et la glacière Théâtre. L'université de Floride centrale et Rollins College (Winter Park) abritent des départements de théâtre qui attirent de jeunes artistes de la région.
L'Orlando International Fringe Theatre Festival, qui attire les entreprises de tourisme du monde entier, est hébergé dans divers lieux sur le parc d'Orlando Loch Haven, chaque printemps. Toujours au printemps, il y a le Lac Harriett Festival de New Plays, organisé par Orlando Shakespeare Theater, fondée en 2002, le festival présente Orlando Cabaret, artiste de cabaret local, national, et de renommée internationale au Théâtre de la vache folle au centre-ville d'Orlando.
La série télévisée Bienvenue chez les Huang se déroule à Orlando.

## Économie
Orlando attire chaque année de nombreux visiteurs. Cette activité touristique est en majorité du fait des parcs à thèmes présents dans la région. Ainsi, Orlando accueille les parcs à thèmes de Walt Disney World Resort et de Universal Orlando Resort.

## Éducation
Avec l'université de Floride centrale, Orlando compte la septième université des États-Unis en capacité, une section spécialisée pour l'hôtellerie-restauration a été créée en 2004. Cette école se nomme Rosen College du nom de son principal mécène. Cette école d'un genre nouveau a été sponsorisée par les principaux parcs d'Orlando, les chaînes hôtelières comme Marriott, la brasserie Anheuser-Busch qui commercialise la bière Budweiser, ainsi que Monsieur Rosen propriétaire d'une chaîne hôtelière à Orlando.
Les écoles primaires et secondaires sont gérées par le Orange County Public Schools. Certaines écoles privées sont gérées par l'Orlando Lutheran Academy, la Forest Lake Academy, la The First Academy, la Trinity Preparatory School, la Lake Highland Preparatory School, le Bishop Moore High School et l'Orlando Christian Prep.

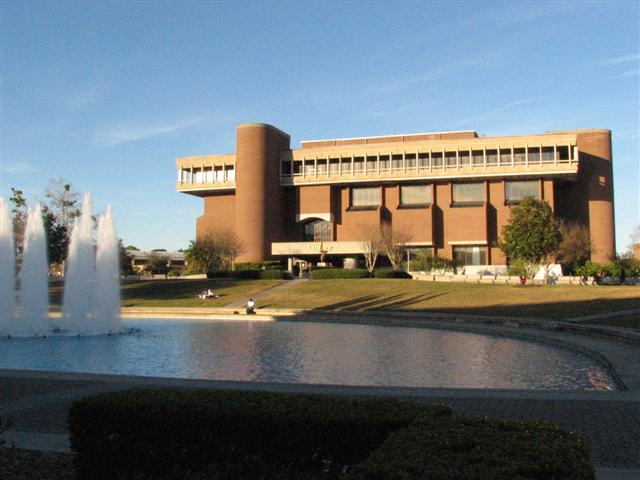
La bibliothèque de l'université du centre de la Floride.

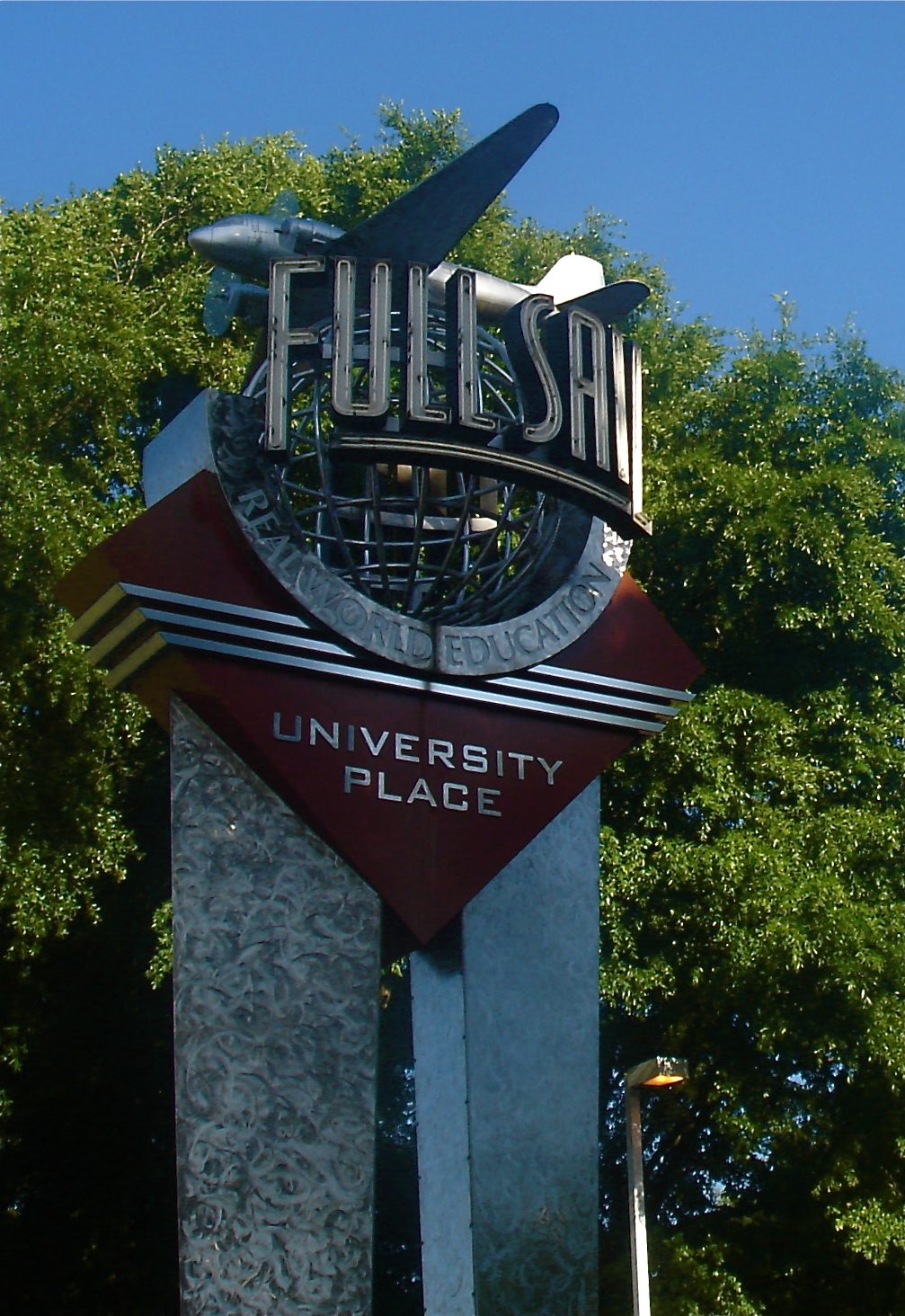
L'université Full Sail.

### Universités
- Université du centre de la Floride
- Florida A&M University College of Law

### Sport
- Magic d'Orlando en NBA
- Orlando City Soccer Club en MLS
- Knights de l'UCF en NCAA
- Predators d'Orlando
- WWE Performance Center

### Instituts
- Valencia College
- Seminole State College of Florida (Sanford, Oviedo et Altamonte Springs)

### Écoles privées
- Anthem College, Orlando Campus
- Asbury Theological Seminary, Orlando Campus
- Belhaven University, Orlando Campus
- Columbia College, Orlando Campus
- Connecticut School of Broadcasting, Orlando Campus
- Université DeVry, Orlando campus
- Dwayne O. Andreas School of Law, Barry University
- Institut technologique de Floride, Orlando campus
- Florida Metropolitan University, Orlando campus
- Université Full Sail, Winter Park
- Herzing College, Winter Park
- Hindu University of America
- International Academy of Design & Technology-Orlando
- ITT Technical Institute, Lake Mary Campus
- Keiser University, Orlando Campus
- McBurney College, Orlando Campus
- Nova Southeastern University, Orlando campus
- Palm Beach Atlantic University, Orlando Campus
- Reformed Theological Seminary, Orlando campus
- Remington College of Nursing, Lake Mary, FL
- Rollins College, Winter Park
- Université Strayer, Orlando campus
- Université de Floride College of Pharmacy, Apopka
- Université de Phoenix, Orlando campus
- Webster University, Orlando Campus.

## Transport
L'aéroport international d'Orlando est le quatorzième du pays quant au trafic.

## Jumelages
- Curitiba (Brésil) depuis 1996
- Guilin (Chine) depuis 1986
- Monterrey (Mexique)
- Oblast d'Orenbourg (Russie) depuis 1997
- Reykjanesbær (Islande)
- Marne-la-Vallée (France) depuis 2002
- Tainan (Taïwan) depuis 1982
- Hyderabad (Inde)
- Urayasu (Japon) depuis 1991
- Valladolid (Espagne) depuis 2006
- Vientiane (Laos)

Le siège de la Total Nonstop Action Wrestling se situe dans cette ville.